# Brigitte Bierlein
Brigitte Bierlein (nemško: [bʁiˈɡɪtə ˈbiːɐ̯laɪn]), avstrijska pravnica in političarka, * 25. junij 1949, Dunaj, Avstrija, † 3. junij 2024, Dunaj.
Opravljala je funkcijo predsednice Ustavnega sodišča od leta 2018 do 2019 ter kanclerke Avstrije od 2019 do 2020. Kot neodvisna političarka je bila prva ženska, ki je zasedla oba položaja.
Od leta 1990 do 2002 je bila generalna pravobranilka na Državnem tožilstvu – de facto glavna državna tožilka – od leta 2001 do 2003 pa tudi članica izvršnega odbora Mednarodnega združenja tožilcev. Leta 2003 je postala članica in podpredsednica Ustavnega sodišča.
Po aferi Ibiza je predsednik Alexander Van der Bellen imenoval Bierleinovo za kanclerko Avstrije, potem ko je parlamentarna nezaupnica razrešila prvo vlado Sebastiana Kurza - to je bila prva uspešna nezaupnica v sodobni zgodovini Avstrije. Bila je prva ženska na tem položaju in ga je opravljala do prisege naslednje vlade pod vodstvom Sebastiana Kurza, ki je bila oblikovana po zakonodajnih volitvah 29. septembra 2019.

## Zgodnje življenje
Brigitte Bierlein se je rodila 25. junija 1949 na Dunaju med zavezniško okupacijo Avstrije. Njen oče je bil državni uradnik, njena mati pa brezposelna umetnica. Šolala se je na gimnaziji Kundmanngasse, kjer je leta 1967 maturirala. Sprva je želela študirati umetnost ali arhitekturo in se je skoraj že vpisala na Univerzo za uporabne umetnosti. Vendar se je na koncu raje odločila za študij prava. Vpisala se je na Univerzo na Dunaju in leta 1971 doktorirala iz prava.

## Sodniška kariera
Bierleinova je štiri leta delovala kot sodniška pripravnica, preden je bila leta 1975 imenovana za sodnico. Naslednji dve leti je sodila na različnih sodiščih: najprej Okrožnem sodišču Innere Stadt (nemško Bezirksgericht Innere Stadt Wien), nato pa na Dunajskem okrožnem kazenskem sodišču (Strafbezirksgericht Wien), ki je bilo kasneje ukinjeno.
Na prvem položaju se je večinoma ukvarjala s stanovanjsko pravnimi zadevami.
Leta 1977 je zapustila sodniško funkcijo in se pridružila Uradu državnega tožilca na Dunaju (Staatsanwaltschaft Wien). Ukvarjala se je s splošnimi in političnimi kazenskimi zadevami ter s primeri s področja medijskega prava,  ki jih v Avstriji običajno obravnavajo specializirani pravniki. Leta 1986 je napredovala v Urad vrhovnega državnega tožilca na Dunaju (Oberstaatsanwaltschaft Wien). Leta 1987 je nekaj mesecev delala na Oddelku za kazensko pravo Ministrstva za pravosodje, nato pa se vrnila na svojo prejšnjo funkcijo v tožilstvu.
Leta 1990 je bila imenovana za generalno pravobranilko na Državnem tožilstvu, ki je neposredno povezano z Vrhovnim sodiščem. Bila je prva ženska na tem položaju.
Isto leto je postala članica izpitne komisije za sodnike in tožilce na Višjem deželnem sodišču na Dunaju, kjer je delovala do leta 2010.
Leta 1995 je bila imenovana v izvršni odbor Združenja avstrijskih tožilcev, katerega predsednica je bila med letoma 2001 in 2003.V istem obdobju (2001–2003) je bila tudi članica izvršnega odbora Mednarodnega združenja tožilcev.
Leta 2002 je prva vlada Wolfganga Schüssla predlagala Bierleinovo za podpredsednico Ustavnega sodišča. To imenovanje je bilo takrat sporno, saj je bila znana kot odločna tožilka, ni pa slovela kot pravna teoretičarka – do danes velja za manj angažirano na tem področju. Nekateri opozicijski politiki, med njimi Josef Cap, so vlado obtožili, da je prezrla bolj kompetentne kandidate in izbrala politično pristransko osebo. Nasprotno pa so njeni podporniki, kot je Maria Fekter, trdili, da je imenovanje Bierleinove pomemben korak k enakopravnosti spolov v Avstriji.
Predsednik Thomas Klestil je 21. novembra 2002 potrdil predlog vlade in imenoval Bierleinovo za podpredsednico Ustavnega sodišča, s pričetkom mandata 1. januarja 2003. Tudi tokrat je postala prva ženska na tem položaju. Dejansko do leta 1995 na Ustavnem sodišču sploh ni bilo žensk.
Bierleinova je 31. decembra 2017 nasledila Gerharta Holzingerja kot predsednica Ustavnega sodišča po njegovi upokojitvi.
Na pobudo Svobodnjaške stranke je prva vlada Sebastiana Kurza, desnosredinska koalicija, predlagala, da bi njeno začasno funkcijo spremenili v stalno. Predsednik Alexander Van der Bellen je 23. februarja 2018 potrdil Bierleinovo za novo predsednico Ustavnega sodišča. Po njenem napredovanju je funkcijo podpredsednika prevzel Christopha Grabenwarterja, sodnik Vrhovnega sodišča. Na izpraznjeno mesto sodnika Ustavnega sodišča pa je bil imenovan Wolfgang Brandstetter, nekdanji podkancler in minister za pravosodje iz vrst Ljudske stranke.
Bierleinova je leta 2019 dosegla obvezno upokojitveno starost 70 let.

## Kanclerka Avstrije (2019–2020)
Bierleinova ni bila članica nobene politične stranke. Veljala je za politično odločno usmerjeno desno od sredine. Kot tožilka je bila znana po strogi politiki do kriminala, vendar si je kot sodnica pridobila ugled spoštljive in konstruktivne sodelavke, ki je znala delati tudi z ideološkimi nasprotniki. Komentatorji z obeh strani političnega spektra so opozarjali na njene tesne povezave z Ljudsko stranko in Svobodnjaško stranko ter na dejstvo, da sta bila oba največja preboja v njeni karieri posledica desnosredinskih koalicij.
Sama je priznavala svojo nepopustljivost kot tožilka in splošno družbeno konservativno usmerjenost. Na pomisleke o svoji nepristranskosti kot sodnica Ustavnega sodišča je odgovorila, da je enako zavezana objektivnosti kot kateri koli drug sodnik ter poudarila, da nikoli ni bila članica nobene stranke.
Po nezaupnici prvi vladi Sebastiana Kurza 27. maja 2019, po aferi Ibiza, je predsednik Avstrije Alexander Van der Bellen imenoval Bierleinovo za novo kanclerko Avstrije. S tem je postala prva ženska na tem položaju. Funkcijo je opravljala do oblikovanja nove vlade po volitvah v Državni svet 29. septembra 2019. Njeno imenovanje so podprle vse politične stranke v Državnem svetu.

## Osebno življenje
Bierleinova ni bila poročena in ni imela otrok. Njen dolgoletni partner je bil Ernest Maurer, upokojeni sodnik, ki je umrl leta 2021. Bila je velika podpornica umetnosti – v lasti je imela sodobne slike, čeprav se ni imela za zbirateljico. Uživala je v smučanju in jadranju. Junija 2020 jo je policijska kontrola ustavila med vožnjo pod vplivom alkohola, zaradi česar so ji za štiri tedne odvzeli vozniško dovoljenje. Za prekršek se je javno opravičila.
Umrla je 3. junija 2024 po kratki bolezni, stara 74 let. 

## Odlikovanja

### Avstrijska odlikovanja
- Srebrno odlikovanje za zasluge Republike Avstrije (2005)[25]
- Zlato odlikovanje za zasluge Republike Avstrije (2021)[26]

### Tuja odlikovanja
- Veliki križ za zasluge Italijanske republike (2020)[26]
- Veliki križ za zasluge Zvezne republike Nemčije (2022)[26]